# Andronico III Paleologo
Andronico III Paleologo (in greco Ανδρόνικος Γ' Παλαιολόγος?; Costantinopoli, 25 marzo 1297 – Costantinopoli, 15 giugno 1341) è stato un imperatore bizantino.
Fu basileus dei romei dal 1328 al 1341. Era figlio primogenito di Michele IX Paleologo e di Rita d'Armenia.

## Biografia

### Gioventù
Nacque a Costantinopoli il 25 marzo 1297, giorno del trentottesimo compleanno del nonno, il Basileus Andronico II; il padre, Michele, già da due anni era stato associato al trono, la madre, Rita, era figlia del re d'Armenia.
Nulla è noto della sua infanzia fino alla data del matrimonio con Irene, figlia di Enrico I Duca di Brunswick, avvenuto nel marzo 1318; dalla moglie ebbe un unico figlio, morto nell'infanzia.
Giovane dotato e d'aspetto affascinante, agli inizi fu il nipote favorito del nonno il quale, assai precocemente, decise di attribuirgli il titolo di Kaisar ma ben presto i caratteri e le divergenze di interessi fecero degenerare i rapporti: da un lato, infatti, il Basileus disapprovava gli sperperi e le continue liaison amorose del nipote, dall'altro lo stesso nipote cominciò a preferire la compagnia di giovani della sua età che condividevano i suoi interessi e aspirazioni piuttosto che restare sotto la tutela del nonno, austero e ormai anziano.
Quando Michele si ritirò con la moglie a Salonicco, Andronico seguì il padre e la famiglia ma l'armonia durò ben poco. Il giovane Andronico, infatti, ritenendo che la sua amante lo tradisse con un altro, ordinò ad alcuni suoi servi del suo seguito di seguirla e di tendere un agguato al rivale ma, per uno scambio di persona, colpirono a morte Manuele Paleologo, fratello minore del loro padrone.
Dopo alcuni giorni Michele, già malato, morì di crepacuore e l'imperatore, furibondo per la perdita del figlio e del nipote, decise di diseredare Andronico.

### Guerra civile
La diseredazione, tuttavia, non rimase senza conseguenze in quanto il giovane Andronico aveva molti amici e conoscenze tra gli esponenti della nobiltà mentre il Basileus era assai impopolare per gli insuccessi in Anatolia e la forte pressione fiscale. Ben presto, infatti, si formò una forte opposizione al cui vertice stavano, oltre ad Andronico, il suo migliore amico Giovanni Cantacuzeno, l'ambizioso Sirgianni Paleologo, Teodoro Sinadeno e il parvenu Alessio Apocauco i quali, grazie all'acquisto di titoli e cariche pubbliche, avevano ottenuto il controllo di vaste province nella Tracia.
Ottenuto il controllo di una parte consistente dell'impero, Andronico cercò di capitalizzare il proprio consenso con la promessa demagogica di ridurre la pressione fiscale; in tal modo, ottenne un tale seguito da costringere il nonno, timoroso che la rivolta si estendesse anche alla capitale, a un accordo di compromesso, in virtù del quale ottenne in appannaggio la Tracia e la Macedonia. 
Nel 1322, dopo neppure un anno dalla stipulazione dell'accordo, scoppiò un conflitto tra Cantacuzeno e Sirgianni Paleologo; il Basileus si pronunciò in favore di quest'ultimo e Andronico invece a vantaggio dell'amico; Sirgianni, con parte delle sue truppe, passò al servizio dell'imperatore ma non poté fare molto: Andronico ormai aveva ottenuto vastissime simpatie tra la popolazione e l'imperatore dovette riconoscere l'accordo dell'anno precedente.
Dopo un periodo di tregua, il 2 febbraio 1325, Andronico ottenne il titolo di co-imperatore da parte del nonno ma questo non bastò per rasserenare gli animi e riunificare l'impero: il nipote, infatti, non aveva ottenuto la riammissione nella linea di successione mentre nelle province, prive di un governo unificato e coeso, scoppiarono tumulti separatisti, particolarmente evidenti a Tessalonica.
L'anno seguente, quando la notizia dell'assedio di Brussa da parte degli ottomani giunse nella Capitale, scoppiò un ennesimo scontro tra nonno e nipote: il secondo desiderava inviare rinforzi ma l'imperatore, consapevole della pericolosità della spedizione rifiutò; l'anno seguente scoppiò nuovamente il conflitto.
Dalla parte di Andronico II si trovava il re serbo Stefan Decanski e dall'altra l'imperatore bulgaro Michele Sisman; il Basileus tentò un'offensiva in Tracia ma fu immediatamente respinto, mentre il nipote, dopo aver ottenuto il sostegno della Macedonia e di Tessalonica, vi si recò, nel gennaio 1328, per farsi ufficialmente incoronare come Andronico III.
A questo punto, Michele Sisman cambiò fronte e inviò un piccolo distaccamento in aiuto di Andronico II ma questa iniziativa servì solo a indurre Andronico III a contattare i propri seguaci nella capitale affinché aprissero le porte al suo esercito.
Nel maggio 1328, Andronico III entrò in città ma consentì al nonno di restare a palazzo; due anni più tardi, però, il vecchio imperatore si ritirò in un monastero dove morì il 13 febbraio 1332.

### Regno
Al momento dell'ascesa al trono di Andronico III, l'Impero bizantino era in uno stato ormai precario: i movimenti degli eserciti avevano compromesso la produzione agricola, la moneta si era svalutata e i territori vassalli della Tessaglia e dell'Epiro avevano riconquistato la loro indipendenza.

#### La riforma giudiziaria

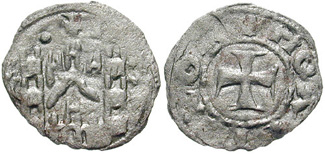
Tornese del 1328, di Andronico III Paleologo

Consapevole della corruzione del sistema amministrativo e della debolezza di quello giudiziario, nel 1329, fu varata una riforma giudiziaria che, nei suoi contenuti, si proponeva quale continuazione e revisione di quella adottata da Andronico II nel 1296.
Fu istituita una corte suprema formata da quattro giudici supremi, i κριταὶ καθολικοὶ, due ecclesiastici e due laici, i quali avevano il compito di validare tutte le sentenze dell’impero, esprimendo un giudizio inappellabile e definitivo; in sostanza, fu creato un organo simile per funzioni all'odierna corte di cassazione, con lo scopo di combattere gli interessi privati in atti di ufficio e di limitare il peso dei potenti locali in sede di giudizio.
L'istituzione dei giudici supremi, sebbene non sempre garantisse giudizi equi (per esempio nel 1337 tre giudici furono licenziati per corruzione), fu fondamentale per garantire un sistema giuridico maggiormente flessibile e attento alle necessità locali: infatti, fu presto stabilito che i giudici avrebbero dovuto viaggiare per i vari tribunali e che bastava la presenza di uno di loro per emettere sentenza in nome e per conto dell'intero organo; negli anni seguenti furono istituite corti territoriali a Tessalonica, in Morea, a Serres e a Lemno.

#### La perdita dell'Asia Minore

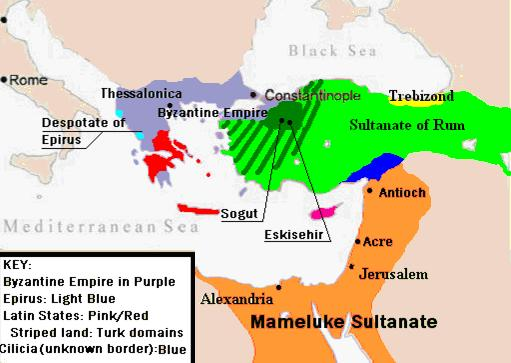
L'impero bizantino alla salita al trono di Andronico III (1328)

Uno dei motivi di contrasto durante la co-reggenza tra nonno e nipote era stato la strategia da adottare in Asia Minore ove i turchi ottomani avevano ormai completato la conquista della Bitinia bizantina salvo il territorio prospiciente le città di Nicomedia e Nicea.
Salito al trono il Basileus tentò con ogni mezzo di impedire la perdita degli ultimi possedimenti raddoppiando il numero degli effettivi dell'esercito ma, ormai, era troppo tardi.
Nel 1329, il sultano Orhan, cinse d’assedio Nicea, la città da cui i bizantini erano ripartiti alla riscossa dopo la quarta crociata; l'imperatore, con il sostegno del fidato Giovanni Cantacuzeno, appena nominato megas domestikos,  si recò al fronte con un esercito forte di 4 000 soldati, allo scopo di rompere l’assedio.
Il 10 giugno, dopo tre giorni di marcia e confidando sulla sorpresa, i bizantini, guidati dall’imperatore e dal megas domestikos in persona, attaccarono l’esercito ottomano accampato a Pelecano: nel primo giorno di scontri, le truppe bizantine riuscirono a costringere le forze ottomane, pari a 8 000 uomini, a ritirarsi; il giorno seguente, però, poco prima che i bizantini si ritirassero, i turchi ripresero lo scontro e riuscirono a ferire, lievemente, lo stesso Basileus; quando la notizia si diffuse alcuni reparti, in preda al panico, si ritirarono e così gli ottomani riuscirono a ottenere la vittoria.
Dopo due anni di assedio, Nicea capitolò e sebbene una parte della popolazione si rifugiasse in Tracia, la gran parte fu incorporata nello stato ottomano rendendo sostanzialmente impossibile ogni ulteriore campagna di riconquista. Nel 1333 fu stipulata una tregua in base alla quale i bizantini si sarebbero impegnati a versare tributi in cambio della sicurezza delle coste ma anche quest'accordo ebbe vita breve e quattro anni dopo cadde anche Nicomedia.
Pertanto, con l'eccezione di poche roccaforti sul Mar di Marmara e dell'enclave di Filadelfia, tutta l'Asia Minore era perduta.

#### Le campagne in Egeo
Anche nell'Egeo la situazione politica era in forte deterioramento: nel corso degli anni precedenti, infatti, l'impero bizantino, sostanzialmente privo di una marina da guerra, era stato costretto a cedere importanti posizioni nelle mani di signori locali autonomi e dei genovesi i quali si erano impadroniti di numerose isole, tra cui Chio, e della città di Focea, strategica per le ricchissime e lucrose miniere di allume.
In questo senso il programma dell'imperatore si basò semplicemente sulla ricostruzione della flotta chiedendo contributi consistenti alla classe aristocratica, anche a costo di garantire importanti contropartite politiche, e sulla ridefinizione degli accordi con la Repubblica di Genova.
Dopo aver riarmato una flotta di trenta o quaranta vascelli e dopo essersi assicurato il sostegno dell'Emiro di Aydin Umur Bey, in chiave anti genovese, l'imperatore incominciò la controffensiva: nel 1329, approfittando di una rivolta contro i signori genovesi della famiglia degli Zaccaria, i bizantini conquistarono l'isola di Chio e poi anche la città di Focea, assicurandosi il sostegno del suo signore Andreolo Cattaneo.
La repubblica marinara, naturalmente, reagì inviando una flotta alla conquista dell'isola di Lesbo che cadde nelle loro mani; la risposta imperiale fu fulminea: il quartiere di Galata fu posto sotto il controllo imperiale e le sue mura furono abbattute mentre poco dopo Lesbo, grazie al sostegno di Umur Bey, fu riconquistata.

#### La guerra in Bulgaria
Nei Balcani, intanto, perduravano le ostilità tra Serbia e Bulgaria che ormai datavano dai tempi della guerra civile; in ogni caso, la potenza di Stefano Uroš III Dečanski non ammetteva competitori: il 28 luglio del 1330 a Velburg, i serbi sconfissero completamente i bulgari uccidendo anche il loro sovrano, Michele Sisman, e assumendo il protettorato sullo stato giacché Teodora, sorella del basileus e vedova di Michele, fu cacciata dal paese mentre la ripudiata sorella di Stefano Decansky venne reintegrata in Bulgaria e ricollocata a palazzo dove assunse il ruolo di regina madre per conto del figlio Ivan Stefan.
Desideroso di vendicare la sorella, Andronico III non riconobbe il nuovo governo e occupò la quasi totalità della Tracia settentrionale e le città portuali di Anchialo e Mesembria; l'anno seguente i bulgari deposero Ivan Stefano e lo sostituirono con Ivan Alessandro, nipote di Michele Sisman il quale, però, decise di chiudere il conflitto con i serbi e di riprendere quello contro i bizantini.
Il 18 giugno 1332 avvenne la battaglia di Rusokastro: l'esercito bulgaro, forte di oltre 11 000 soldati ebbe la meglio sui 3 200 uomini dell'imperatore; fu, pertanto, stipulato un accordo di pace in base al quale i bizantini avrebbero rinunciato alle conquiste effettuate l'anno precedente.

#### Il conflitto con la Serbia
Oltre alla guerra in Bulgaria, Andronico III dovette affrontare anche l'espansionismo serbo. Infatti, nel 1334, a seguito della diserzione di Sirgianni Paleologo, i serbi invasero la Macedonia, conquistarono le città di Ocrida, Prilep, Strumica e Kastoria e riuscirono ad avanzare fino alle porte di Tessalonica ove lo stesso Sirgianni fu assassinato.
La morte del rinnegato permise ai bizantini di rompere la sua rete di complicità e di alleanze ma non di riprendere il conflitto, al quale, ancora una volta, l'impero di Andronico III non era preparato e che non poteva affrontare.
Si giunse, così, a un incontro personale tra il re serbo Stefano Dusan e Andronico III nel quale si stabilì un trattato di pace: i serbi si ritirarono dalla Tessaglia ma mantennero una parte della Macedonia con Ocrida, Prilep e Strumica.

#### Le conquiste dell'Epiro e della Tessaglia

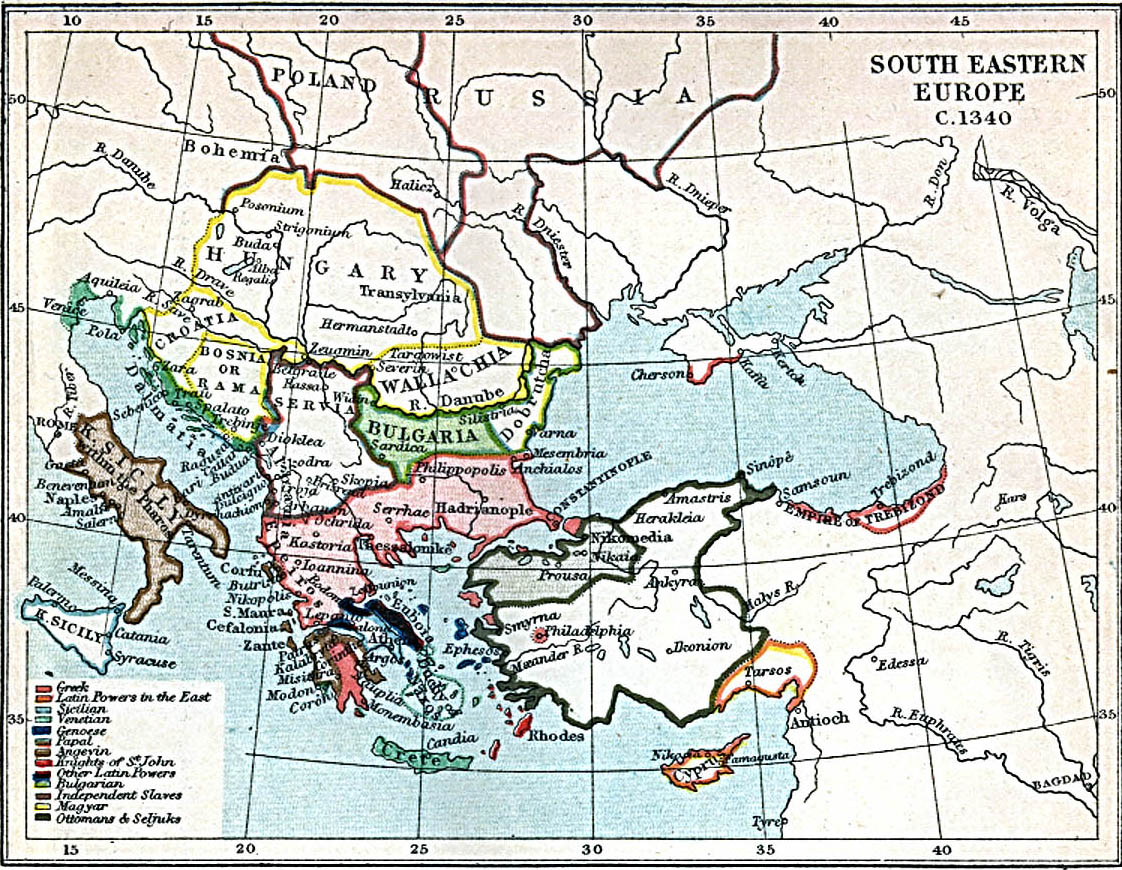
L'impero bizantino e i suoi stati vicini nel 1340

Tacitati in tal modo i contrasti con Serbia e Bulgaria, il Basileus si accinse alla campagna contro gli stati separatisti in Grecia.
Nel 1333 morì il signore della Tessaglia Stefano Gabrielelopulo Melisseno e la regione cadde nel caos politico; a quel punto, il governatore bizantino di Tessalonica, Giovanni Monomaco, dietro indicazione del basileus, invase la Tessaglia e la sottomise, estendendo i confini dell’impero fino al ducato catalano d’Atene.
L'iniziativa fu, tuttavia, contrastata sia dalle tribù albanesi sia dal despota d’Epiro, Giovanni Orsini i quali cercarono di opporsi all'annessione bizantina: Giovanni Orsini, fu facilmente sconfitto e alla fine anche le tribù albanesi della Tessaglia occidentale fecero atto di sottomissione al basileus.
Pochi mesi dopo Giovanni morì in circostanze sospette e il dominio nel principato fu assunto dalla moglie Anna Paleologa, in nome e per conto del figlio minorenne Niceforo II ma che comunque dovette accettare la supremazia dell'imperatore.
Due anni dopo, Andronico III, dopo aver represso una rivolta delle tribù albanesi, invase l'Epiro, espugnò la sua capitale e lo unì all'impero: finiva così l'esperienza autonomista del despotato d’Epiro e la regione fu sottoposta, precisamente come la Tessaglia, al diretto governo bizantino.
Alcuni mesi dopo in Epiro scoppiò una rivolta separatista, orchestrata dagli angioini ma questa non ottenne successo: Arta fu conquistata dei rivoltosi ma le altre città rimasero fedeli al governo; poche settimane dopo il governatore di Tessalonica, Giovanni Angelo, riprese il controllo di tutto il territorio mentre l'ex sovrano Niceforo II fu posto in esilio dorato ma sotto sorveglianza a Costantinopoli.
La conquista dell'Epiro fu l'ultimo successo dell'Impero bizantino poiché concludeva l’ultimo prodotto istituzionale della frantumazione seguita al 1204 e garantiva la riunificazione di tutto il mondo di lingua greca. Poche settimane dopo, i feudi crociati della Grecia abbandonarono la lealtà verso gli angioini e fecero atto di sottomissione alla basileia la quale era riuscita a garantirsi il controllo diretto della parte più meridionale dei Balcani e ad affacciarsi nuovamente tanto sulle coste ioniche e adriatiche quanto quelle egee ed eusine.

### La fine e giudizi
Andronico III morì improvvisamente nel 1341, lasciando erede il figlio Giovanni, un bambino di dieci anni.
Il suo regno, nonostante la perdita dell'Asia Minore, segnò l'ultimò sprazzo di luce nella vita dell'impero: la ricostruzione della flotta permise di recuperare importanti posizioni nell'Egeo mentre la riconquista di Tessaglia ed Epiro permise di consolidare i possedimenti nei Balcani meridionali e di mettere sotto forte pressione i restanti principati latini ancora indipendenti. Andronico III e Cantacuzeno avevano, infatti, in programma ulteriori spedizioni militari per sottomettere definitivamente i potentati latini, fatto che avrebbe consentito di restaurare uno stato unitario esteso da Capo Matapan fino a Tessalonica ed a Costantinopoli.
In ogni caso, i successi di Andronico si dimostrarono effimeri, poiché, a causa delle continue dispute interne al consiglio di reggenza, si aprì una lunga e sanguinosa guerra civile, che avrebbe definitivamente distrutto l'impero bizantino.

## Famiglia
Andronico ebbe due mogli, la prima fu Adelaide di Brunswick, figlia di Enrico I di Brunswick-Lüneburg, duca di Brunswick-Lüneburg, sposata nel 1318, che morì nel 1324. Da questa matrimonio nacque un figlio, del quale però non sappiamo il nome, che morì quasi subito, nel 1321.
Nel 1326, in seconde nozze, Andronico impalmò Anna di Savoia, figlia del conte Amedeo V di Savoia: la coppia ebbe molti figli, tra i quali:
- Giovanni V Paleologo, suo successore al trono dei basileis dal 1341 al 1391;
- Michele, despota;
- Maria Paleologa, ribattezzata Irene, che sposò il re di Bulgaria Michele Asen IV;
- Irene Paleologa, ribattezzata Maria, che sposò Francesco I di Lesbo.

Secondo Niceforo Gregora, Andronico ebbe una figlia illegittima, Irene Paleologa, che sposò l'imperatore trapezuntino Basilio Comneno (1340-1341). Pare che Andronico abbia avuto una seconda figlia illegittima, che si convertì all'islam cambiando il nome in Bayalun, visto che era divenuta una delle mogli di Uzbek Khan dell'Orda d'Oro.

## Ascendenza
|                         |                    |                              | Genitori                |  |  | Nonni |  |  | Bisnonni               |  |  | Trisnonni           |  |
|                         |                    |                              |                         |  |  |       |  |  | Michele VIII Paleologo |  |  | Andronico Paleologo |  |
|                         |                    |                              |                         |  |  |       |  |  | Michele VIII Paleologo |  |  | Andronico Paleologo |  |
|                         |                    | Teodora Angelina Paleologina |                         |  |  |       |  |  | Michele VIII Paleologo |  |  |                     |  |
| Andronico II Paleologo  |                    |                              |                         |  |  |       |  |  | Michele VIII Paleologo |  |  |                     |  |
|                         |                    | Teodora Ducas Vatatzina      | …                       |  |  |       |  |  |                        |  |  |                     |  |
|                         |                    | Teodora Ducas Vatatzina      | …                       |  |  |       |  |  |                        |  |  |                     |  |
|                         |                    | Teodora Ducas Vatatzina      | …                       |  |  |       |  |  |                        |  |  |                     |  |
| Michele IX Paleologo    |                    | Teodora Ducas Vatatzina      |                         |  |  |       |  |  |                        |  |  |                     |  |
|                         |                    | Stefano V d'Ungheria         | Béla IV d'Ungheria      |  |  |       |  |  |                        |  |  |                     |  |
|                         |                    | Stefano V d'Ungheria         | Béla IV d'Ungheria      |  |  |       |  |  |                        |  |  |                     |  |
|                         |                    | Stefano V d'Ungheria         | Maria Lascaris di Nicea |  |  |       |  |  |                        |  |  |                     |  |
| Anna d'Ungheria         |                    | Stefano V d'Ungheria         |                         |  |  |       |  |  |                        |  |  |                     |  |
|                         |                    | Elisabetta dei Cumani        | …                       |  |  |       |  |  |                        |  |  |                     |  |
|                         |                    | Elisabetta dei Cumani        | …                       |  |  |       |  |  |                        |  |  |                     |  |
|                         |                    | Elisabetta dei Cumani        | …                       |  |  |       |  |  |                        |  |  |                     |  |
| Andronico III Paleologo |                    | Elisabetta dei Cumani        |                         |  |  |       |  |  |                        |  |  |                     |  |
|                         | Aitone I d'Armenia | Costantino di Barbaron       |                         |  |  |       |  |  |                        |  |  |                     |  |
|                         | Aitone I d'Armenia | Costantino di Barbaron       |                         |  |  |       |  |  |                        |  |  |                     |  |
|                         | Aitone I d'Armenia | Alix Pahlavouni di Lampron   |                         |  |  |       |  |  |                        |  |  |                     |  |
| Leone III d'Armenia     | Aitone I d'Armenia |                              |                         |  |  |       |  |  |                        |  |  |                     |  |
|                         |                    | Isabella d'Armenia           | Leone II d'Armenia      |  |  |       |  |  |                        |  |  |                     |  |
|                         |                    | Isabella d'Armenia           | Leone II d'Armenia      |  |  |       |  |  |                        |  |  |                     |  |
|                         |                    | Isabella d'Armenia           | Sibilla di Lusignano    |  |  |       |  |  |                        |  |  |                     |  |
| Rita d'Armenia          |                    | Isabella d'Armenia           |                         |  |  |       |  |  |                        |  |  |                     |  |
|                         |                    | Aitone IV di Lampron         | …                       |  |  |       |  |  |                        |  |  |                     |  |
|                         |                    | Aitone IV di Lampron         | …                       |  |  |       |  |  |                        |  |  |                     |  |
|                         |                    | Aitone IV di Lampron         | …                       |  |  |       |  |  |                        |  |  |                     |  |
| Keran di Lampron        |                    | Aitone IV di Lampron         |                         |  |  |       |  |  |                        |  |  |                     |  |
|                         |                    | …                            | …                       |  |  |       |  |  |                        |  |  |                     |  |
|                         |                    | …                            | …                       |  |  |       |  |  |                        |  |  |                     |  |
|                         |                    | …                            | …                       |  |  |       |  |  |                        |  |  |                     |  |
|                         |                    | …                            |                         |  |  |       |  |  |                        |  |  |                     |  |